# Coppa Nordamericana di skeleton 2002
La Coppa Nordamericana di skeleton 2002 è stata la seconda edizione del circuito continentale nordamericano di skeleton, manifestazione organizzata dalla Federazione Internazionale di Bob e Skeleton; è iniziata il 25 novembre 2001 a Calgary, in Canada, e si è conclusa il 16 dicembre 2001 a Lake Placid, negli Stati Uniti. Vennero disputate sei gare: tre per le donne e altrettante per gli uomini in due differenti località.
Vincitori dei trofei, conferiti agli atleti classificatisi per primi nel circuito, sono stati la statunitense Janet Ivers nel singolo femminile e il connazionale Zach Lund in quello maschile.

## Calendario
| Località    | Data                | Donne | Uomini |
| ----------- | ------------------- | ----- | ------ |
| Calgary     | 25 novembre 2001    | ●     | ●      |
| Lake Placid | 14–16 dicembre 2001 | ●●    | ●●     |
| Totale      | Totale              | 3     | 3      |

## Risultati

### Donne
| Data             | Località    | Prime classificate      | Seconde classificate        | Terze classificate          |
| ---------------- | ----------- | ----------------------- | --------------------------- | --------------------------- |
| 25 novembre 2001 | Calgary     | Deanna Panting Canada   | Janet Ivers Stati Uniti     | Katie Koczynski Stati Uniti |
| 14 dicembre 2001 | Lake Placid | Janet Ivers Stati Uniti | Katie Koczynski Stati Uniti | Noelle Pikus Stati Uniti    |
| 16 dicembre 2001 | Lake Placid | Janet Ivers Stati Uniti | Katie Koczynski Stati Uniti | Noelle Pikus Stati Uniti    |

### Uomini
| Data             | Località    | Primi classificati      | Secondi classificati       | Terzi classificati      |
| ---------------- | ----------- | ----------------------- | -------------------------- | ----------------------- |
| 25 novembre 2001 | Calgary     | Zach Lund Stati Uniti   | Brian McDonald Stati Uniti | Paul Boehm Canada       |
| 15 dicembre 2001 | Lake Placid | Zach Lund Stati Uniti   | Kevin Ellis Stati Uniti    | Jim Torrico Stati Uniti |
| 16 dicembre 2001 | Lake Placid | Kevin Ellis Stati Uniti | Zach Lund Stati Uniti      | Jim Torrico Stati Uniti |

## Classifiche

### Donne
| Pos. | Atleta           | Nazione       | CAL | LAK-1 | LAK-2 | Punti |
| ---- | ---------------- | ------------- | --- | ----- | ----- | ----- |
| 1    | Janet Ivers      | Stati Uniti   | 2   | 1     | 1     | 86    |
| 2    | Katie Koczynski  | Stati Uniti   | 3   | 2     | 2     | 75    |
| 3    | Noelle Pikus     | Stati Uniti   | 7   | 3     | 3     | 60    |
| 4    | Natasha Ellison  | Stati Uniti   | 8   | 6     | 4     | 49    |
| 5    | Sarah Lacey      | Canada        | 9   | 8     | 6     | 41    |
| 6    | Fallon Vaughn    | Stati Uniti   | 12  | 5     | 9     | 39    |
| 7    | Lyndsie Peterson | Stati Uniti   | -   | 4     | 5     | 38    |
| 8    | Juleigh Walker   | Canada        | 6   | 10    | 10    | 38    |
| 9    | Louise Corcoran  | Nuova Zelanda | 11  | 9     | 7     | 36    |
| 10   | Deanna Panting   | Canada        | 1   | -     | -     | 30    |

### Uomini
| Pos. | Atleta         | Nazione     | CAL | LAK-1 | LAK-2 | Punti |
| ---- | -------------- | ----------- | --- | ----- | ----- | ----- |
| 1    | Zach Lund      | Stati Uniti | 1   | 1     | 2     | 145   |
| 2    | Kevin Ellis    | Stati Uniti | 7   | 2     | 1     | 124   |
| 3    | Jim Torrico    | Stati Uniti | 5   | 3     | 3     | 117   |
| 4    | Brian McDonald | Stati Uniti | 2   | 8     | 4     | 110   |
| 5    | Terry Holland  | Stati Uniti | 4   | 4     | 7     | 105   |
| 6    | Mike Cline     | Stati Uniti | 6   | 13    | 5     | 86    |
| 7    | Paul Boehm     | Canada      | 3   | 10    | 13    | 83    |
| 8    | Chad Omweg     | Stati Uniti | 11  | 5     | 9     | 81    |
| 9    | Clint Russell  | Canada      | 8   | 9     | 8     | 79    |
| 10   | Harry Jackson  | Stati Uniti | 9   | 7     | 10    | 77    |